# Główczewice
Główczewice is een plaats in het Poolse district  Chojnicki, woiwodschap Pommeren. De plaats maakt deel uit van de gemeente Brusy en telt 243 inwoners.